# Communauté de communes de la Beauce de Janville
Die Communauté de communes de la Beauce de Janville ist ein ehemaliger französischer Gemeindeverband mit der Rechtsform einer Communauté de communes im Département Eure-et-Loir in der Region Centre-Val de Loire. Er wurde am 14. Dezember 2004 gegründet und umfasste 19 Gemeinden. Der Verwaltungssitz befand sich im Ort Janville.

## Historische Entwicklung
Mit Wirkung vom 1. Januar 2017 fusionierte der Gemeindeverband mit
- Communauté de communes de la Beauce d’Orgères sowie
- Communauté de communes de la Beauce Vovéenne

und bildete so die Nachfolgeorganisation Communauté de communes Cœur de Beauce.

## Ehemalige Mitgliedsgemeinden
1. Allaines-Mervilliers
2. Barmainville
3. Baudreville
4. Fresnay-l’Évêque
5. Gommerville
6. Gouillons
7. Guilleville
8. Intréville
9. Janville
10. Levesville-la-Chenard
11. Mérouville
12. Neuvy-en-Beauce
13. Oinville-Saint-Liphard
14. Poinville
15. Le Puiset
16. Rouvray-Saint-Denis
17. Santilly
18. Toury
19. Trancrainville